# Senaki (gemeente)
Senaki (Georgisch: სენაკის მუნიციპალიტეტი, Senakis moenitsipaliteti) is een gemeente in het westen van Georgië met 29.990 inwoners (2024), gelegen in de regio Samegrelo-Zemo Svaneti. De gelijknamige stad is het bestuurlijk centrum. De gemeente heeft een oppervlakte van 520,7 km² en ligt in het Colchis-laagland. De Rioni stroomt door Senaki.

## Geschiedenis
Het gebied van Senaki is al sinds de oudheid bewoond, en speelde een belangrijke rol in het oude Colchis, met name rond de Techoeri, waar een van de grootste centra van het koninkrijk was gevestigd. Vanaf het einde van de 4e eeuw kwam de residentie van de Eristavi van het koninkrijk Egrisi in Nokalakevi (Archaeopolis) te liggen.
Vanaf het midden van de middeleeuwen was de rol van het gebied uitgespeeld, en viel het onder het Koninkrijk Georgië. Met diens ineenstorting in de 15e eeuw werd het gebied van Senaki onderdeel van het vorstendom Mingrelië (of ook wel Odisji) tot de Russische annexatie in de 19e eeuw.

### In Russisch Rijk

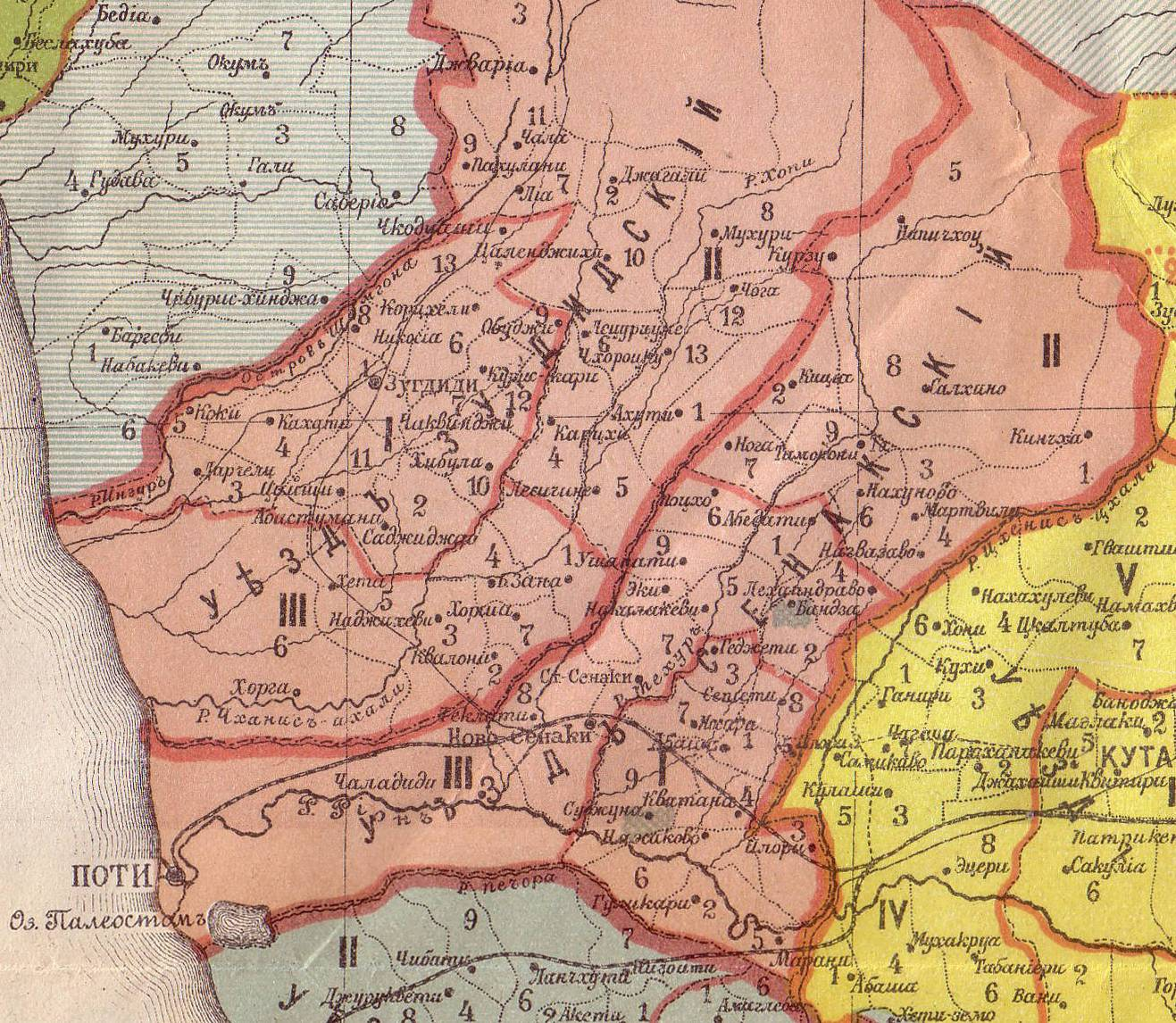
Oejezd Senaki (1846-1930)

In de 19e eeuw werd het gebied ingedeeld bij het gouvernement Koetais, waarbinnen het onderdeel werd van de oejezd (provincie) Senaki dat het territorium van de hedendaagse gemeenten Abasja, Martvili, Tsjchorotskoe, Senaki en het zuidelijke deel van Chobi omvatte. Het oejezd had in 1897 in totaal 115.785 inwoners.
Met de opening van de Tbilisi - Poti spoorlijn in 1870 kwam de stad Senaki op. Op de plek van het station, 7 kilometer van het oorspronkelijke dorp, ontstond een nieuw centrum van Senaki, dat in 1921 tot stad gepromoveerd werd. Het oorspronkelijke dorp werd omgedoopt tot Dzveli (Oud) Senaki, en het huidige Senaki werd Achalsenaki (Nieuw-Senaki).

### In de Sovjet-Unie

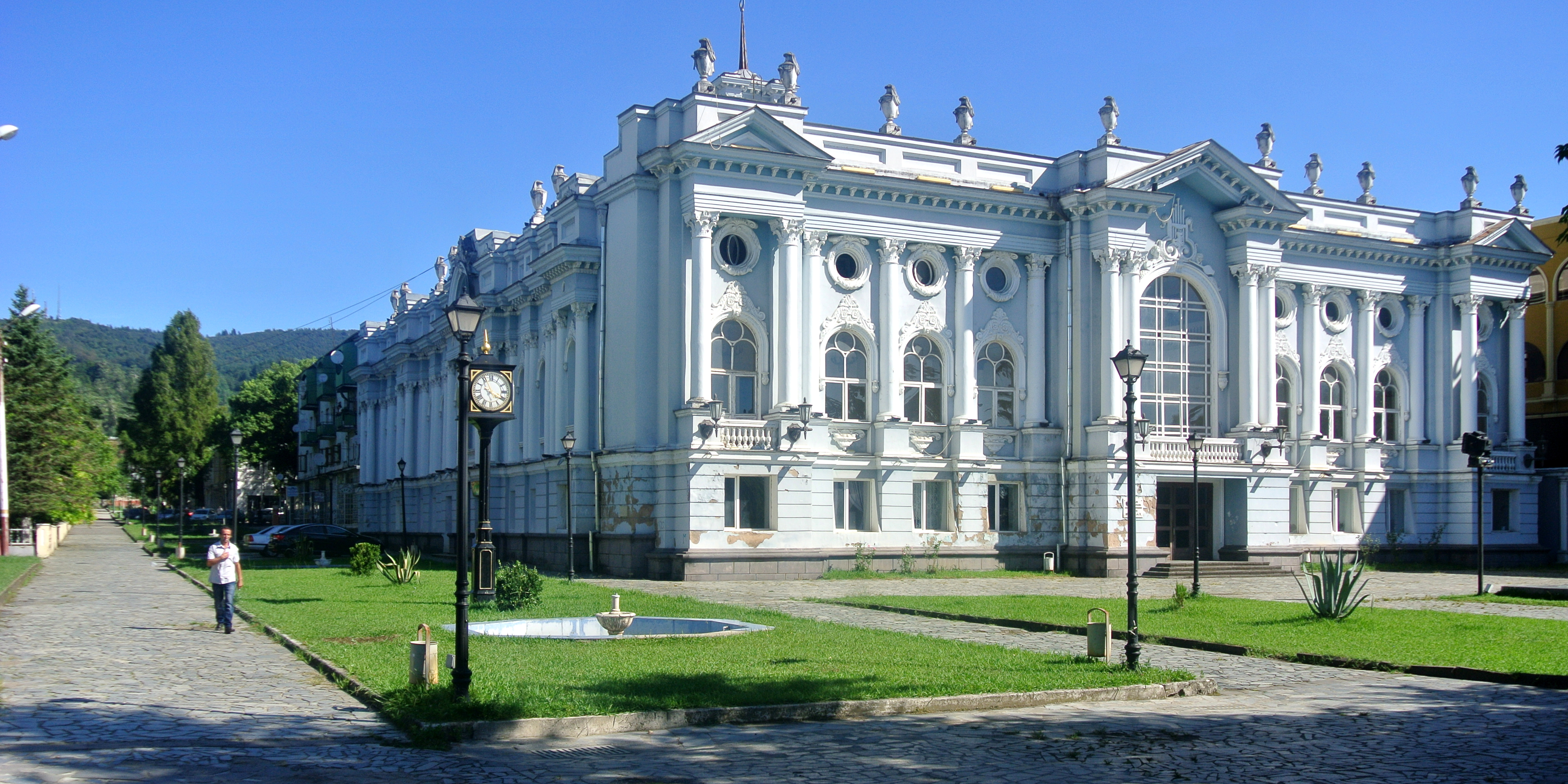
Akaki Chorava-theater in Senaki.

Met de bestuurlijke herindelingen van de Sovjet-Unie in 1930 werd het rajon Senaki gevormd, waar in 1935 het rajon Abasja van afgesplitst werd. In de jaren 1930 en 1940 de spoorverbinding via Zoegdidi en Soechoemi naar Adler in Rusland in delen open, wat Senaki tot een belangrijk punt in het Georgische spoorwegnetwerk maakte.
Vanaf 1935 had Senaki de naam Micha-Tschakaja (Russisch: Миха-Цхакая, Micha-Tschakaya), naar de Georgische bolsjewiek en revolutionair Michail Tschakaya (1865–1950). Hij was een van de vijf ondertekenaars van de verklaring ter vorming van de Sovjet-Unie in 1922, en leider van de georgische SSR tussen 1923 en 1931. De naam Micha-Tschakaja werd in 1976 ingekort naar Tschakaja, en in 1990 werd tijdens de Georgische de-Sovjetisering van plaatsnamen de naam Senaki weer teruggegeven.

### In onafhankelijk Georgië
In 1995 werd het district Senaki ingedeeld bij de nieuw gevormde regio (mchare) Samegrelo-Zemo Svaneti, en in 2006 werd het district omgevormd naar gemeente. Door de aanwezigheid van een luchtmachtbasis ten zuiden van de stad Senaki werd het gebied een belangrijk doelwit van Russische bombardementen en bezetting gedurende de Russisch-Georgische Oorlog in augustus 2008.

## Geografie
De gemeente Senaki grenst in het westen aan de gemeente Chobi, in het noorden aan Tsjchorotskoe, in het noordoosten aan Martvili, in het zuidoosten aan Abasja en in het zuiden aan de gemeente Lantsjchoeti (regio Goeria).

### Colchis-laagland
Senaki ligt gedeeltelijk in het Colchis-laagland, langs beide oevers van de Rioni, terwijl het noordelijke deel in het Odisji-plateau ligt, dat een hoogte heeft tot ruim 200 meter boven zeeniveau. Aan de oostelijke kant, langs de stad Senaki rijst een beboste heuvelrug uit het landschap op, met een maximale hoogte van ruim 460 meter boven zeeniveau, wat ook het hoogste punt van de gemeente is.
Verder stromen verschillende rechterzijrivieren van de Rioni in nood-zuidrichting door de gemeente, zoals de Techoeri en Tsivi. De zuidoever van de Rioni in de gemeente is onderdeel van het Nationaal park Kolcheti, een wetland dat op de werelderfgoedlijst staat van UNESCO.

## Demografie
Begin 2024 telde de gemeente Senaki 29.990 inwoners, een daling van 24% ten opzichte van de volkstelling van 2014. Het aantal inwoners in de stad Senaki daalde in dezelfde periode met 27%.
| Gemeente Senaki                                                         | -     | -     | -     | 46.797 | 47.553 | 50.336 | 50.774 | 52.681 | 52.112 | 39.652 | 35.022 | 29.990 |  |  |
|                                                                         |       |       |       |        |        |        |        |        |        |        |        |        |  |  |
| Senaki                                                                  | 1.248 | 4.524 | 5.498 | 12.120 | 17.907 | 25.354 | 27.030 | 29.161 | 28.082 | 21.596 | 18.705 | 15.652 |  |  |
| Verantwoording data: Bevolkingsstatistiek Georgië 1897 tot heden. Noot: |       |       |       |        |        |        |        |        |        |        |        |        |  |  |

### Etniciteit en religie
De bevolking van Senaki was volgens de volkstelling van 2014 vrijwel geheel mono-etnisch Georgisch (99,6%), waarbij enkele tientallen Russen, Armeniërs en Assyriërs de grootste groepen etnische minderheden zijn. Zij wonen allen voornamelijk in de stad Senaki. Volgens dezelfde volkstelling was 99,1% van de bevolking Georgisch-Orthodox. De enige geloofsminderheid waren enkele tientallen jehova's.

## Administratieve onderverdeling

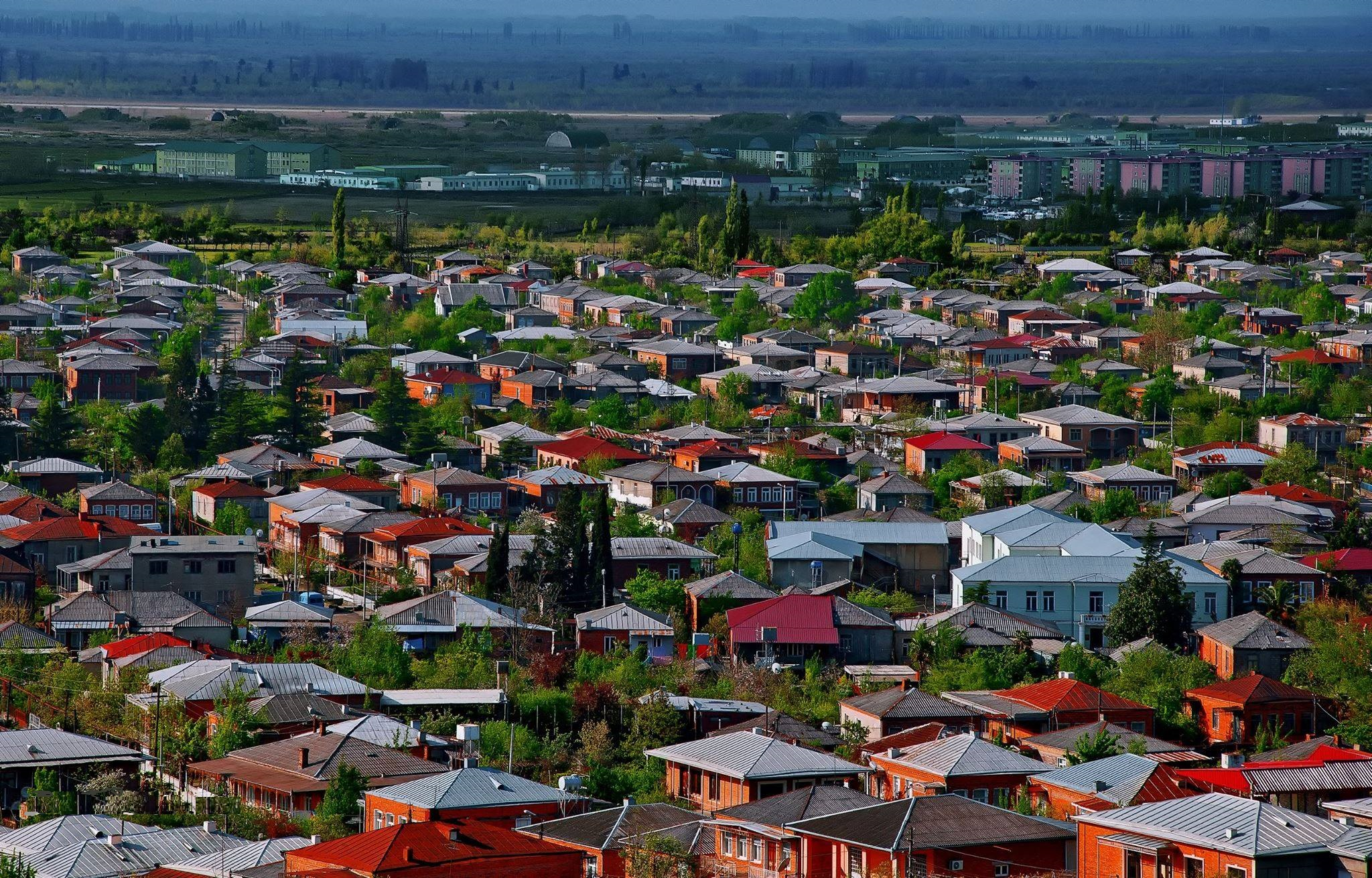
De stad Senaki is de 15e grootste plaats in Georgië en heeft een belangrijke militaire basis.

De gemeente Senaki is administratief onderverdeeld in 14 gemeenschappen (თემი, temi) met in totaal 63 dorpen (სოფელი, sopeli) en één stad (ქალაქი, kalaki), het bestuurlijk centrum Senaki.

## Bestuur
De gemeenteraad van Senaki (Georgisch: საკრებულო, sakreboelo) wordt elke vier jaar gekozen in een gemengd kiesstelsel. Een deel wordt via enkelvoudige kiesdistricten gekozen en een deel via evenredige vertegenwoordiging van gesloten partijlijsten, waarvoor een kiesdrempel geldt van drie procent. Senaki was in 2021 een van de zeven gemeenten waar de heersende Georgische Droom geen meerderheid wist te behalen. De gespleten politieke verhoudingen zorgden voor een slepende lokale politieke crisis, die na een jaar werd beslecht in het voordeel van Georgische Droom.
| Samenstelling Sakrebulo (zetels per partij) | Samenstelling Sakrebulo (zetels per partij) | Samenstelling Sakrebulo (zetels per partij) | Samenstelling Sakrebulo (zetels per partij) | Samenstelling Sakrebulo (zetels per partij) |
| Partij                                      | Partij                                      | 2014                                        | 2017                                        | 2021                                        |
| ------------------------------------------- | ------------------------------------------- | ------------------------------------------- | ------------------------------------------- | ------------------------------------------- |
|                                             | Georgische Droom (GD)                       | 18                                          | 26                                          | 16                                          |
|                                             | Verenigde Nationale Beweging (UNM)          | 4                                           | 4                                           | 13                                          |
|                                             | Voor Georgië                                |                                             |                                             | 4                                           |
|                                             | Overige partijen                            | 8                                           | 3                                           |                                             |
| Totaal                                      | Totaal                                      | 30                                          | 33                                          | 33                                          |

## Bezienswaardigheden

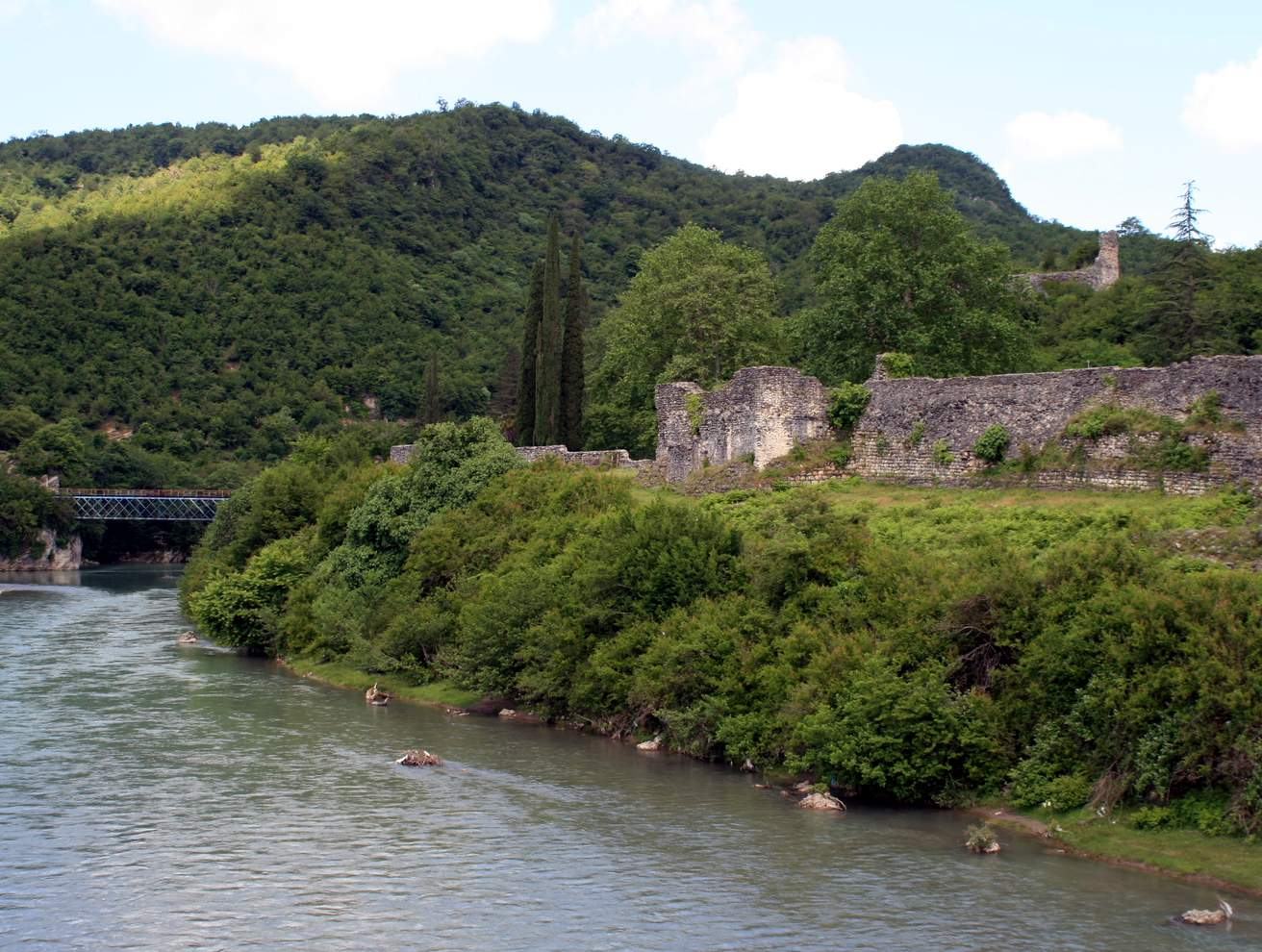
Archaeopolis (Nokalakevi) aan de Techoeri

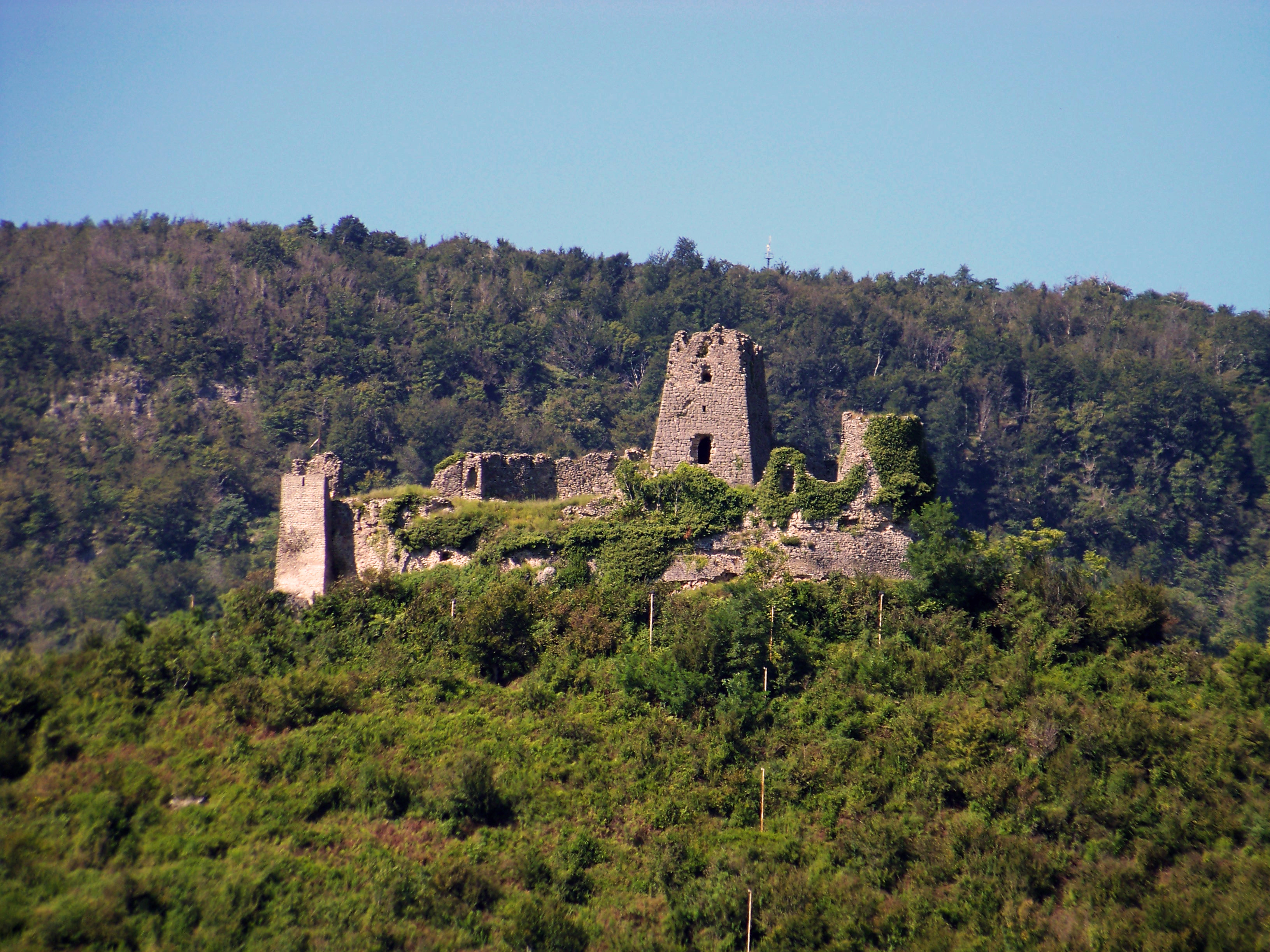
Ruines fort Sjchepi

In de gemeente zijn diverse historische bezienswaardigheden uit de Egrisi bloeiperiode, veelal in ruïne:
- Nokalakevi (Archaeopolis), residentie van de Eristavi van het koninkrijk Egrisi. De ruïnes liggen aan de rivier Techoeri.
- Fort Sjchepi, een middeleeuws fort op een heuvel boven Dzveli Senaki uit de 4e tot 17e eeuw.[25]
- Andere forten, zoals Medzji, Eki en Kotianeki.
- De stad Senaki kent enkele monumenten uit de Sovjet bloeiperiode, met als hoogtepunt het Akaki Chorava theater uit 1959.
- Ten zuiden van de Rioni ligt een deel van de gemeente in het Nationaal park Kolcheti.
- Zwavel- en heetwaterbronnen bij Nokalakevi

## Vervoer
De belangrijkste hoofdweg in Georgië, S1 / E60 (Tbilisi - Zoegdidi - Abchazië), passeert door de gemeente en doet de hoofdplaats Senaki aan. De S2 / E70 takt in de gemeente van de S1 af en voert naar Poti, Batoemi en de Turkse grens. Tevens passeren de belangrijke noord-zuid regionale hoofdwegen nationale route Sh5 en nationale route Sh6 de gemeente. De Poti - Tbilisi en Zoegdidi - Tbilisi spoorlijnen komen in Senaki samen. Hiermee is de gemeente ook per spoor verbonden aan centrale infrastructuur.

## Stedenbanden
Senaki heeft stedenbanden met:
- Rakvere (Estland)
- Bila Tserkva ( Oekraïne)